# Acadiana
Acadiana (in francese e cajun: L'Acadiane) è il nome ufficiale dato alla regione della Louisiana francese che storicamente ospitava la popolazione francese dello stato. Molti sono di discendenza acadiana e oggi di identificano come cajun o creoli della Louisiana. Tra le 64 parrocchie che compongono lo Stati federati degli Stati Uniti d'America della Louisiana, 22 compongono la regione.

## Etimologia
La parola "Acadiana" sembra avere due origini. Il primo riferimento risale alla metà degli anni '50 del XX secolo, quando un giornale di Crowley, il Crowley Daily Signal, coniò il termine con riferimento alla parrocchia di Acadia.
Tuttavia, la televisione KATC di Lafayette coniò in maniera indipendente il termine "Acadiana" all'inizio degli anni '60 dandogli un nuovo significato più ampio, che divenne popolare in tutta la Louisiana meridionale. Fondata nel 1962, KATC era posseduta dalla Acadian Television Corporation. All'inizio del 1963 la sua affiliata ABC ricevette una missiva indirizzata erroneamente alla "Acadiana" Television Corp, cioè qualcuno aveva aggiunto una "a" al termine della parola "Acadian". La stazione iniziò ad utilizzare il termine per descrivere la regione coperta dalla trasmissione del suo segnale.
Nel 1971 il Parlamento della Louisiana riconobbe ufficialmente 22 parrocchie della Louisiana e "altre parrocchie con un simile contesto culturale" per i loto "forti aspetti culturali franco-acadiani" (House Concurrent Resolution No. 496, 6 giugno 1971, scritto da Carl W. Bauer della parrocchia di St. Mary), e stabilì "Cuore di Acadiana" come nome ufficiale della regione anche se la popolazione preferisce l'abbreviazione "Acadiana" per riferirsi alla regione. Il termine ufficiale appare sulle mappe regionali e sui segnali autostradali.
Oggi numerose imprese organizzazioni incorporano "Acadiana" nei loro nomi, come Mall of Acadiana e Acadiana High School.  Uno degli utilizzi più diffusi è quello di KLFY-TV, l'affiliata regionale della CBS, che ha chiamato il suo programma "Hello Acadiana".